# Зенит-Е
«Зени́т-Е» — малоформатный однообъективный зеркальный фотоаппарат семейства «Зенит», разработанный на КМЗ им. Зверева, и выпускавшийся в общей сложности более 20 лет на заводах КМЗ и БелОМО. Считается самым массовым в мире зеркальным фотоаппаратом. За период с 1965 по 1988 год суммарный выпуск составил более семи миллионов штук, а с учётом родственных моделей «ЕМ» и «ЕТ» общий тираж превышает 12 миллионов. По тем же данным, «Зенит-Е» был самой популярной моделью КМЗ. Индекс «Е» присвоен фотоаппарату, как международное обозначение наличия фотоэлектрического экспонометра (англ. Exposure Meter), но по неофициальной версии название повторяет первую букву фамилии директора КМЗ Николая Егорова.

## Особенности конструкции
«Зенит-Е» стал дальнейшим развитием фотоаппарата «Зенит-3М» и родоначальником самого большого зеркального семейства в истории советского фотоаппаратостроения. От предшественника камера унаследовала конструкцию цельнолитого корпуса из алюминиевого сплава, не требующую юстировки рабочего отрезка, и фокальный затвор с прорезиненными матерчатыми шторками. Важнейшая модернизация заключалась во внедрении зеркала постоянного визирования, обеспечивающего работоспособность видоискателя как при взведённом, так и при спущенном затворе. Камера стала для Красногорского завода первой, оснащённой таким зеркалом. Ещё одним новшеством для линии «Зенитов» с фокальным затвором стал несопряжённый селеновый фотоэкспонометр.
Несмотря на усовершенствования, основные недостатки, унаследованные от самого первого «Зенита», так и остались неустранёнными. Среди них главным считается ограниченное поле зрения видоискателя, отображающего всего две трети (20 × 28 мм) будущего кадра. К моменту выпуска «Зенита-Е» такой видоискатель не встречался больше ни в одном зеркальном фотоаппарате. Главной причиной проблемы оставались габариты рамы давно устаревшего затвора типа «Зоркий», отрабатывающего всего пять моментальных выдержек. Самая длинная из них составляла 1/30 секунды и была выдержкой синхронизации, что исключало возможность съёмки с «заполняющей» электронной вспышкой при ярком дневном свете. Матерчатые шторки теряли эластичность даже на небольшом морозе, заклинивая затвор. 

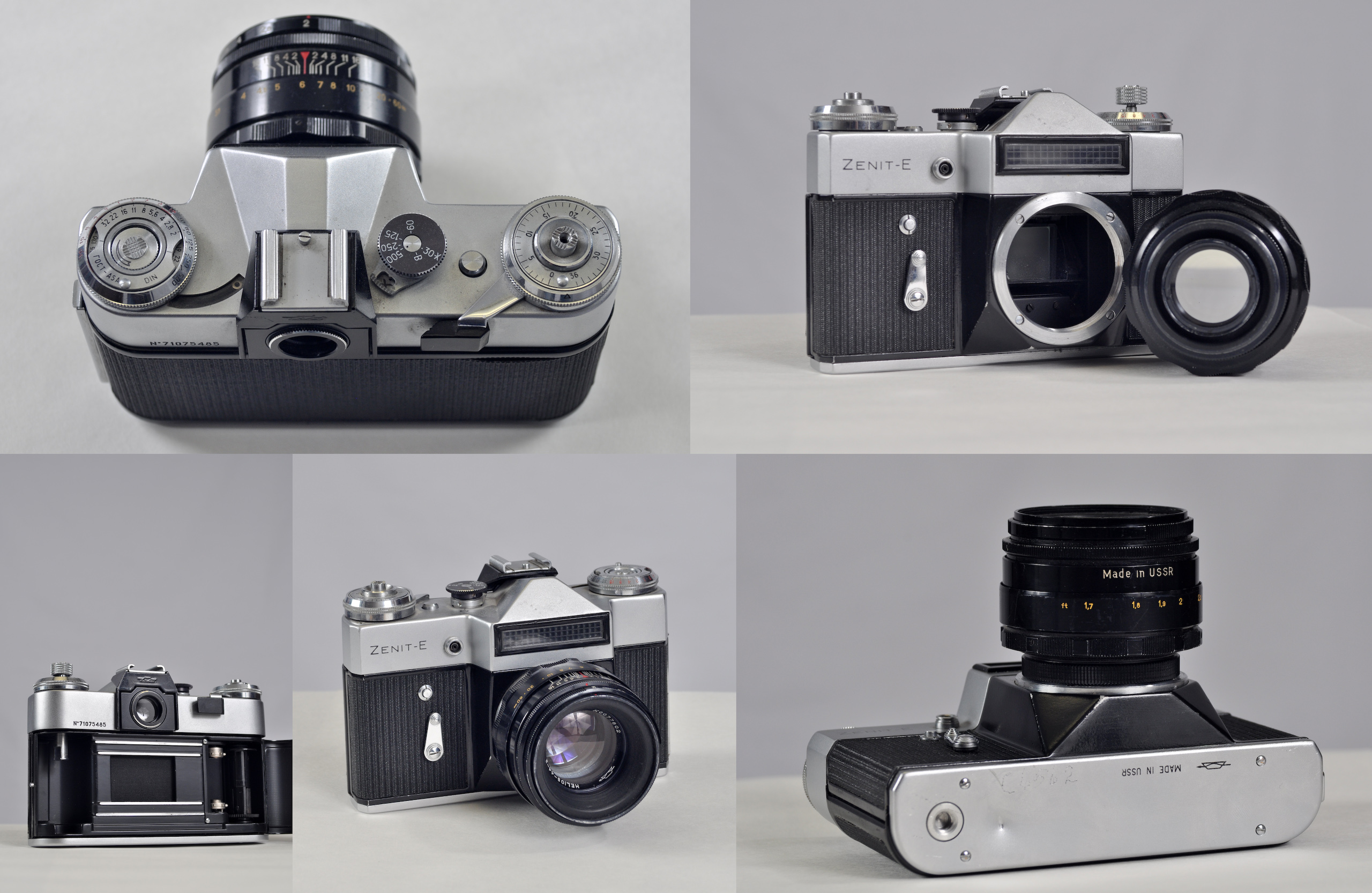
Фотоаппарат «Зенит-Е» раннего периода выпуска КМЗ

Неудовлетворительные экранировка и чернение внутренних механизмов провоцировали отражение света от деталей камеры, снижая контраст. Селеновый экспонометр с внешним фотоэлементом сильно уступал по чувствительности и долговечности получившим к тому моменту распространение фоторезисторным, и в помещении практически не работал. Кроме того, несопряжённая конструкция исключала полуавтоматическое управление экспозицией, превращая экспонометр во вспомогательный индикатор. Счётчик кадров с ручной установкой на «0» считался устаревшим, поскольку практически во всех зарубежных и некоторых советских камерах автоматически сбрасывался при открывании задней стенки. Обратная перемотка плёнки маховиком с накаткой также уступала в удобстве и оперативности рулеточным рукояткам, ставшим к тому времени всеобщим стандартом.
В то же время, конструкция фотоаппарата была чрезвычайно простой и не требовала высокой квалификации при ремонте. Для фотолюбителей запаса надёжности хватало на весь срок эксплуатации, а профессиональные фотографы устраняли небольшие поломки самостоятельно. Механический затвор и селеновый экспонометр не требовали никаких элементов питания, и работали автономно. Матовое стекло видоискателя без фокусировочных приспособлений и какой-либо разметки не искажало композицию при кадрировании. Дальнейшие усовершенствования фотоаппарата, результатом которых стало появление моделей «Зенит-ЕМ» и «Зенит-TTL», ухудшили эргономику. Спуск стал тугим из-за примитивного привода нажимной диафрагмы, а видоискатель с фокусировочным экраном из пластмассы низкого качества потерял информативность. Поэтому «Зенит-Е» долго пользовался популярностью, благодаря удобству фокусировки по матированной стеклянной поверхности и мягкому спуску. 
Фотоаппарат не имел механизма управления диафрагмой, что усложняло фокусировку, требующую максимального относительного отверстия. Поэтому наилучшим образом с камерой сочетались объективы с механизмом предварительной установки диафрагмы, позволяющим после фокусировки закрывать её вручную, не отрываясь от видоискателя. Такой диафрагмой оснащались как объективы серии «А» со сменным хвостовиком, так и другие, например «Индустар-61 Л/З» и «Гелиос-40-2». Важным обстоятельством была самая низкая цена «Зенита-Е» из всех советских зеркальных фотоаппаратов: в самой дорогой комплектации с объективом «Гелиос-44» он стоил 100 рублей. Дешевле стоил «Зенит-В» без экспонометра, но он выпускался в небольших количествах только на КМЗ и редко встречался в продаже. На международном рынке позиции «Зенита-Е» оказались ещё более выгодными, поскольку ценовой конкуренции этой камере не мог составить ни один зеркальный фотоаппарат.

## Модернизация
Самой серьёзной модернизацией «Зенита-Е» стала замена резьбы крепления объектива. В первых выпусках камеры использовался стандарт M39×1, унаследованный от предыдущих моделей, и несовместимый с общемировым стандартом M42×1 для зеркальных камер. Это снижало продажи на внешнем рынке. Поэтому стандарт М39 был заменён на М42, позволив обеспечить совместимость с зарубежными объективами Praktica, Pentax, Yashica и другими. «Зенит-Е» стал первым советским зеркальным фотоаппаратом с международным стандартом крепления оптики. Переход на новую резьбу не был мгновенным, и камеры М42 сначала поставлялись только на экспорт: большинство советских фотографов не спешили менять накопленный парк объективов М39. Первым этапом перехода в начале 1966 года стало изменение формы отливки корпуса, диаметр отверстия для объектива в которой был увеличен с 40 до 43 мм. После этого на одно и то же посадочное место мог быть смонтирован один из двух фланцев разной толщины и с резьбой М39 или М42. Таким образом с 1966 по 1970 год параллельно выпускались фотоаппараты двух стандартов с постепенным уменьшением доли старого.

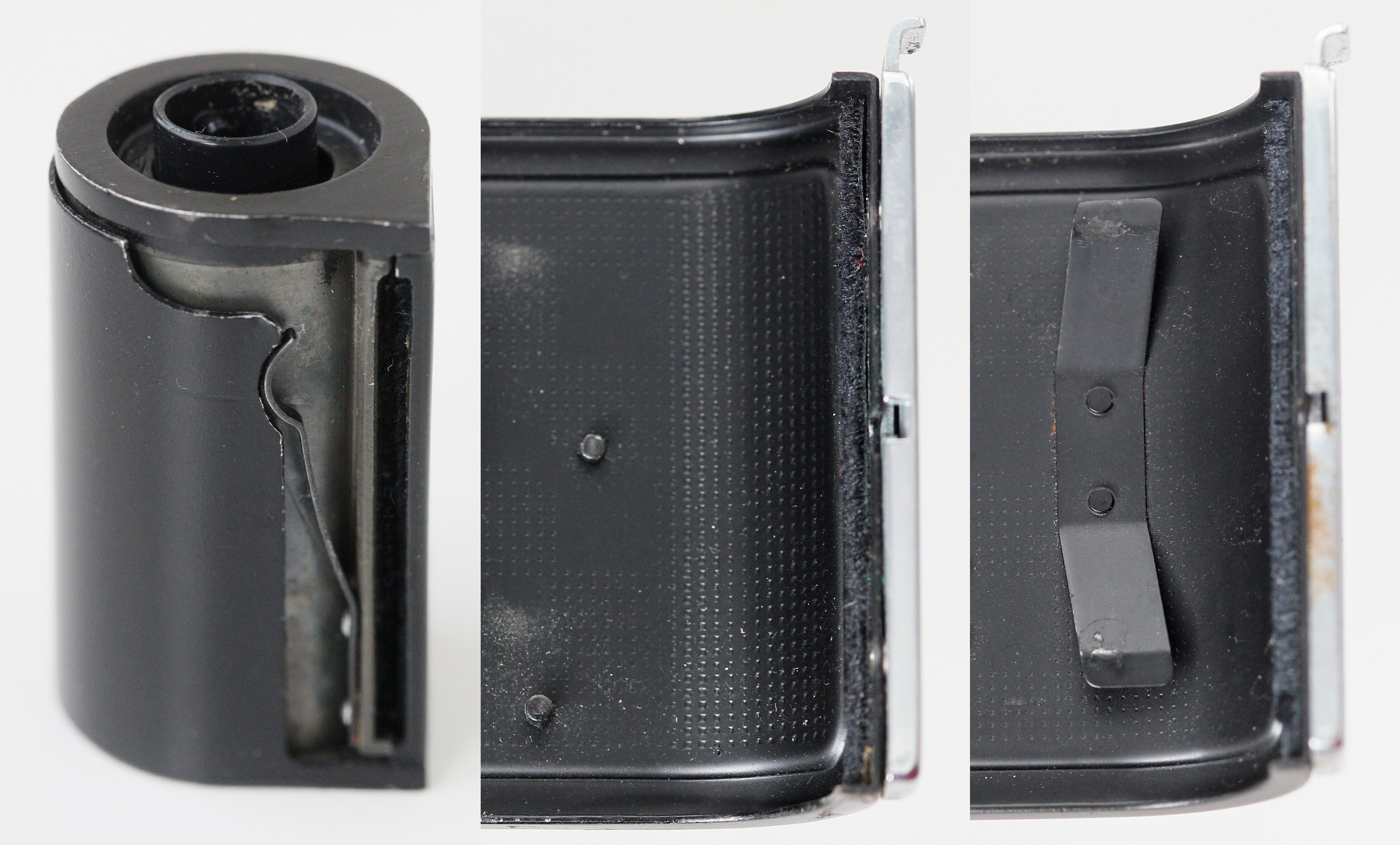
Фирменная кассета КМЗ с подпружиненным флокированным устьем (слева). Задняя крышка «Зенита-Е» до 1970 года (в центре) и после отказа от поддержки таких кассет

Большинство более мелких изменений «Зенита-Е» вызвано унификацией с другими моделями КМЗ, выпускавшимися параллельно. Так, первые выпуски были в значительной степени унифицированы с очень похожим «Зенитом-3м», выпускавшимся одновременно с новой моделью в течение 5 лет до 1970 года. На «Зенитах-Е» первых лет выпуска часто встречается такая же хромированная «белая» головка выдержек с гравировкой, постепенно заменённая на воронёную с нанесёнными краской цифрами. Также на обе модели устанавливалась одинаковая задняя крышка, снабжённая штифтом открывания фирменных кассет КМЗ с подпружиненным флокированным устьем. После прекращения выпуска «Зенит-3м» в 1970 году крышка была переработана, и получила вместо штифтов плоскую пружину. Она лучше фиксировала в гнезде стандартные кассеты тип-135, чрезмерно тугой ход которых в «Зените-3м» вызывал нарекания фотолюбителей.
Наиболее заметное внешне изменение «Зенита-Е» связано со скобой для принадлежностей. В первых выпусках «Зенита-Е» какие-либо крепления для фотовспышки отсутствовали, как и у «Зенита-3м». Со второй половины 1966 года на фотоаппарат начали устанавливать кронштейн, состоящий из двух частей. Одна из них неподвижно крепилась к окуляру и содержала вертикальные салазки, в которые сверху вдвигалась вторая часть с холодным башмаком. Съёмная скоба была унифицирована с семейством «Зенит-4», а позднее с «Зенитом-7» и «Зенитом-Д». После появления «Зенита-TTL» его более прочный неразборный башмак начали устанавливать и на более старые модели «Зенит-Е» и  «Зенит-ЕМ». Тем не менее, центральный синхроконтакт не был внедрён даже после соответствующей модернизации модели «TTL», и до самого конца выпуска оставалось доступным только кабельное соединение вспышки через разъём PC.
|                                    |                                 |                            |
| «Зенит-Е»: ранняя версия без скобы | «Зенит-Е» со съёмным «башмаком» | «Зенит-Е» позднего выпуска |

Регулятор опережения, установленный под диском выдержек, позволял выбирать синхронизацию как для электронных вспышек, так и для одноразовых фотобаллонов. С «Зенитом-TTL» унифицировали и курок взвода, и многощелевую приёмную катушку более современной системы ускоренной зарядки. Пластмассовая накладка курка новой формы упиралась в резиновый амортизатор, появившийся на верхнем щитке. На последних выпусках также появилась возможность подстройки экспонометра винтом, закрытым резьбовой заглушкой на передней стенке верхнего щитка. Дальнейшая модернизация предусматривала установку нового затвора с невращающейся головкой выдержек от «Зенита-TTL». Эта разработка в заводской документации именовалась «Зенит-Е2», но в серийное производство пошла под индексом «Зенит-10».
Подавляющее большинство фотоаппаратов «Зенит-Е» как Красногорского, так и Вилейского заводов, выпускались в «хромированном» исполнении с верхним и нижним щитками, покрытыми серебристой краской. Небольшие партии оформлялись в полностью чёрной окраске, но такие фотоаппараты поставлялись на экспорт и в странах СНГ встречаются крайне редко. Фотоаппарат комплектовался одним из двух штатных объективов: «Гелиос-44» или «Индустар-50». Стандартная комплектация включала кожаный (в поздних выпусках БелОМО — дерматиновый) футляр, выпускавшийся двух размеров, в зависимости от штатного объектива. Для фотоаппаратов с объективом «Гелиос» футляр снабжался более глубоким выступом, чем для камер с компактным «Индустаром». Проушины для наплечного ремня на корпусе фотоаппарата отсутствовали на протяжении всего выпуска, и поэтому ремень крепился к футляру.

## Родственные модели
«Зенит-Е» послужил базовой моделью для целого семейства фотоаппаратов:
- «Зенит-В» (КМЗ, 1968—1973 годы, 889 617 штук) — более дешёвая модель, отличается от базовой отсутствием экспонометра[44]. Штатные объективы те же.
- «Зенит-ЕМ» (КМЗ, 1972—1985 и 1988 годы, 979 140 штук) — добавлен механизм нажимной диафрагмы, а матированная плоско-выпуклая коллективная линза заменена пластмассовым фокусировочным экраном с плоской линзой Френеля и микрорастром. Одновременно с переносом спусковой кнопки изменён включатель обратной перемотки плёнки. Штатный объектив «Гелиос-44М».

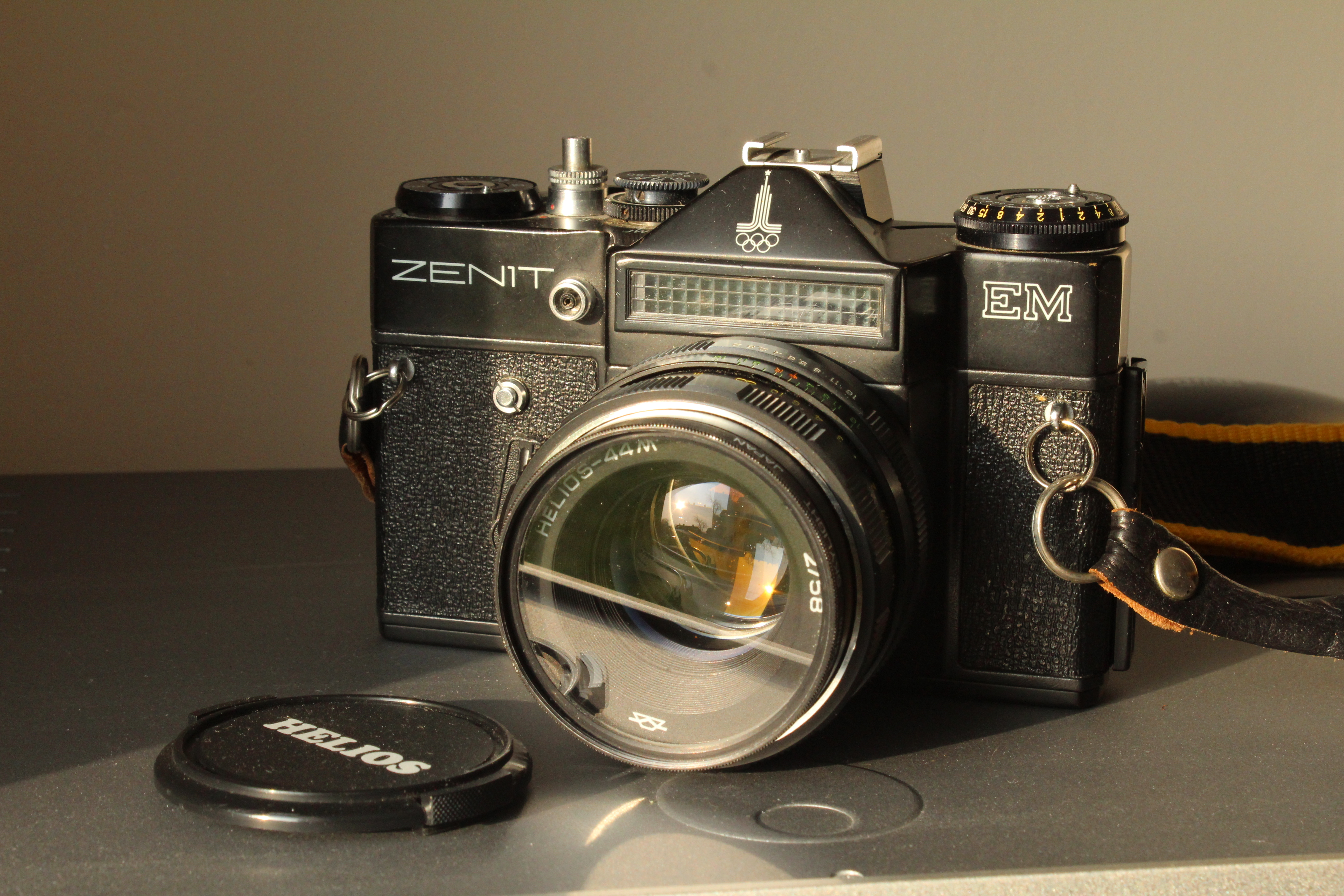
«Зенит-ЕМ»
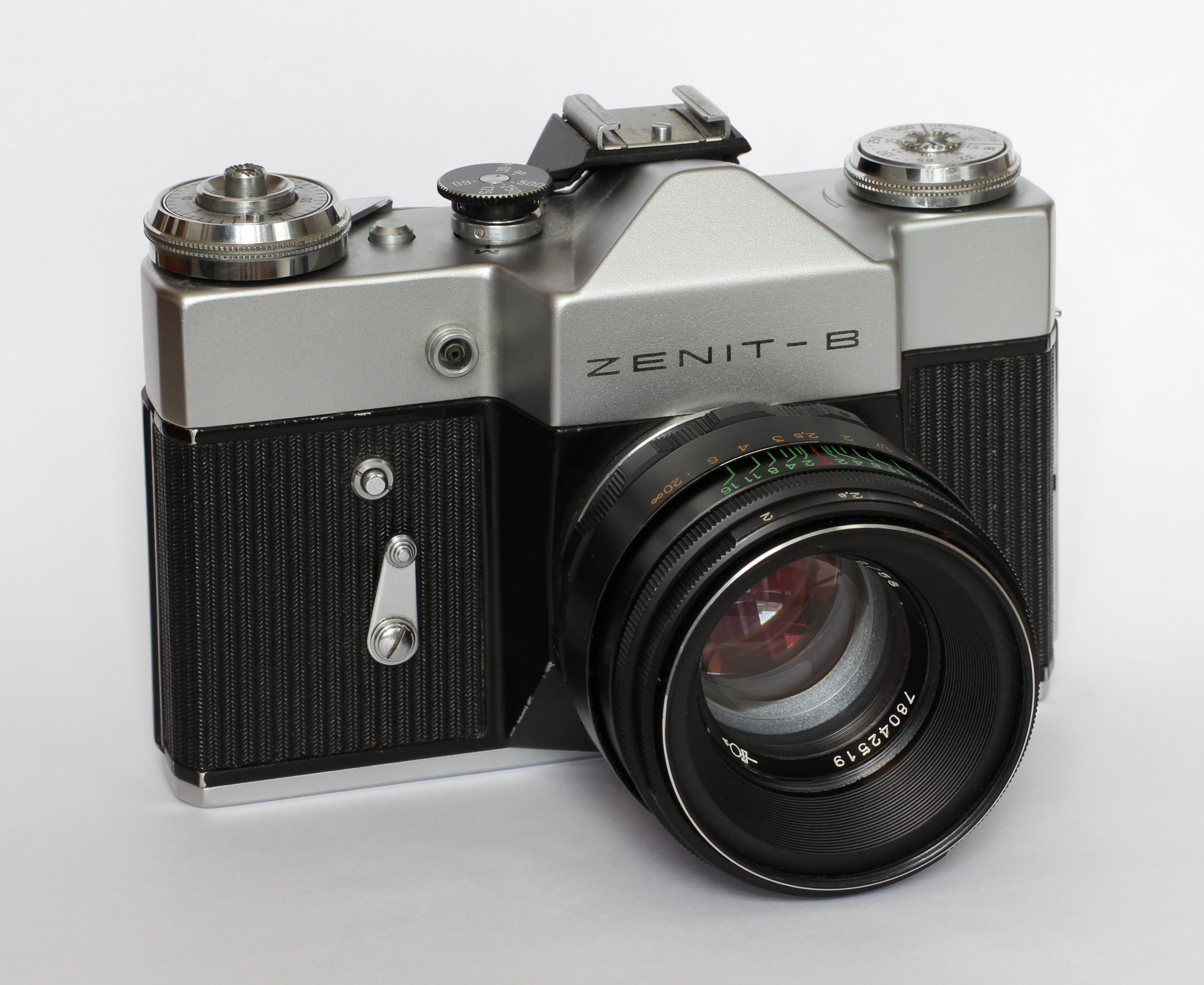
«Зенит-В»
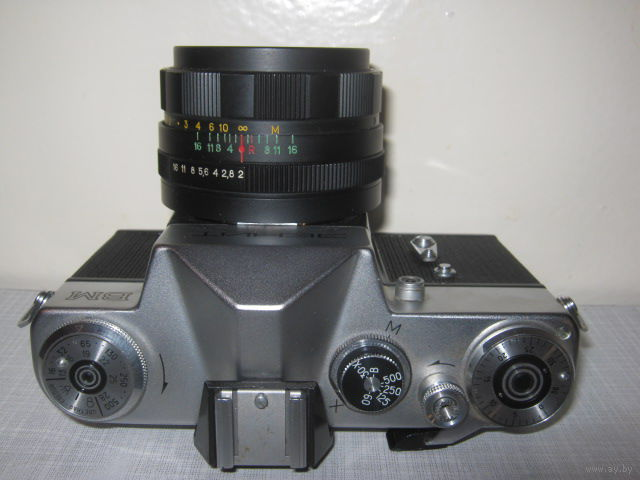
«Зенит-ВМ»
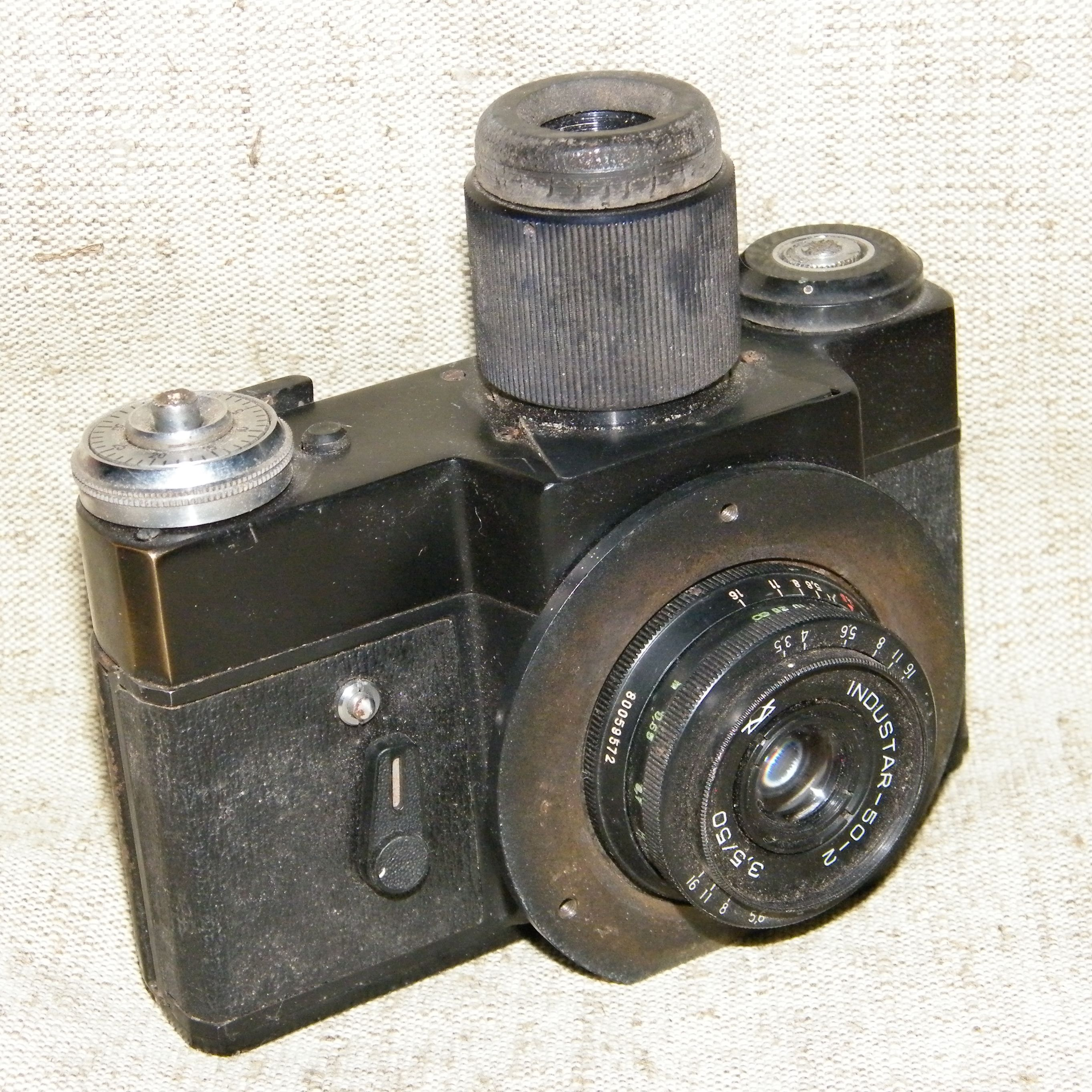
«Зенит-В» «лабораторный»
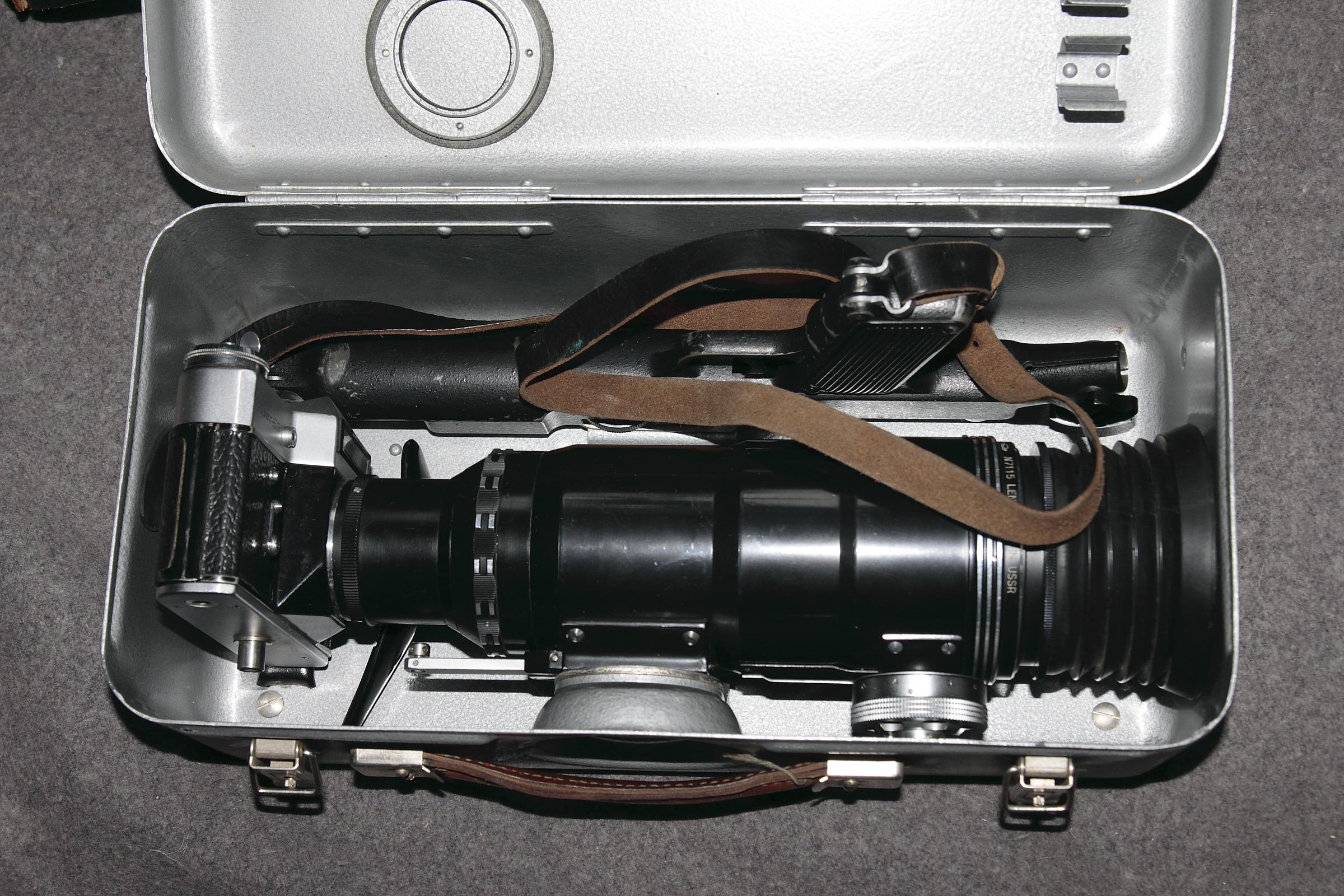
«Зенит-ЕС»

- «Зенит-ВМ» (КМЗ, 1972—1973 годы, 1239 штук) — упрощённый «Зенит-ЕМ» без экспонометра. Штатный объектив «Гелиос-44М».
- «Зенит-ВЭ» (КМЗ, 1972—1985 годы, 1506 штук) — вариант «Зенита-В» для съёмки через эндоскоп. От обычных фотоаппаратов отличался круглым кадровым окном и таким же экраном видоискателя[45]. Комплектовался адаптером для эндоскопа.
- «Зенит-ЕС» (КМЗ, 1965—1982 годы, 97 938 штук[10]) — вариант для использования в фоторужье «Фотоснайпер ФС-3». Отличается наличием толкателя на нижней крышке корпуса для сопряжения со спусковым крючком приклада. В комплект входили объективы «Таир-3ФС» и «Гелиос-44-2».
- На БелОМО в 1970-х — 1980-х годах выпускался «лабораторный» «Зенит-Е» без пентапризмы, вместо которой использована вертикальная лупа (в видоискателе наблюдалось перевёрнутое слева направо изображение). Единственная выдержка от руки. Предназначался для регистрации осциллограмм. Синхроконтакт и экспонометр отсутствуют, но имеется автоспуск.

Кроме перечисленных моделей, «Зенит-Е» послужил основой для более современного фотоаппарата «Зенит-TTL» и семейства родственных ему камер с изменённым механизмом переключения выдержек. Некоторые модели этого семейства, например «Зенит-ЕТ» иногда упоминаются, как варианты «Зенита-Е».

## «Зенит-Е» в продаже

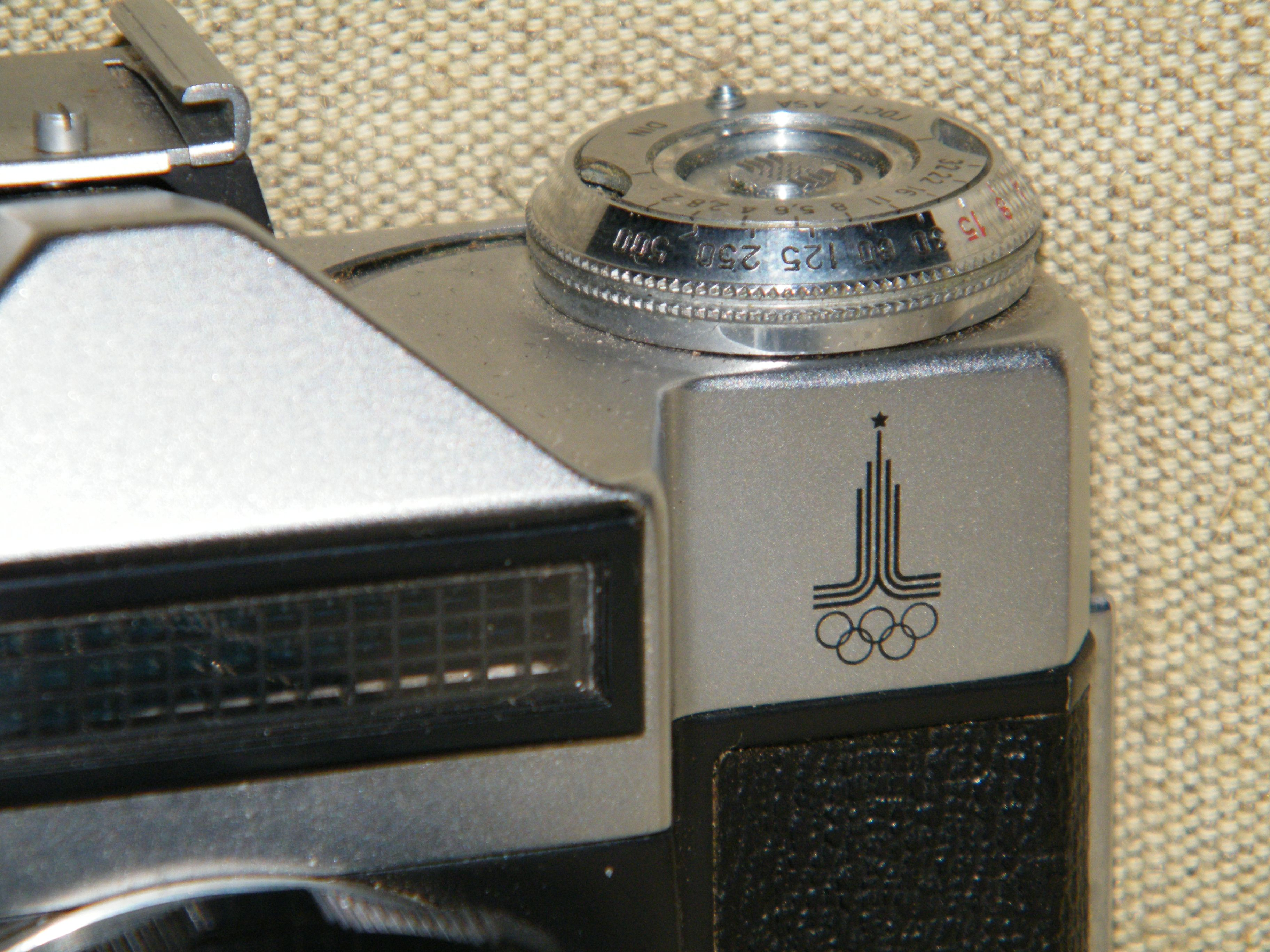
«Зенит-Е» с символикой Олимпиады-80

### В СССР
В 1980 году розничная цена «Зенита-Е» с объективом «Индустар-50-2» составляла 77 рублей, а с «Гелиос-44-2» — 100. Версия с олимпийской символикой продавалась на 10 рублей дороже. Аналогичные комплекты «Зенита-В» стоили на 10 рублей дешевле «Зенита-Е»: с «Гелиосом» 90 рублей, а с «Индустаром» — 67. Розничная цена «Зенита-ЕМ» в том же году составила 140 рублей.
Спрос на зеркальные фотоаппараты в СССР был велик. Однако, значительная часть аппаратуры экспортировалась, оставаясь одним из наиболее стабильных источников иностранной свободно конвертируемой валюты. До 40% экспорта шло в развитые капиталистические страны. В некоторые страны Запада «Зенит-Е» поставлялся в огромных количествах. Поэтому даже при ежегодных тиражах в сотни тысяч «Зенитов» советский внутренний рынок удалось насытить только к середине 1980-х годов. Несмотря на дефицит, покупатели предпочитали фотоаппараты производства КМЗ, а не БелОМО, не без оснований считая их более качественными.

### За рубежом

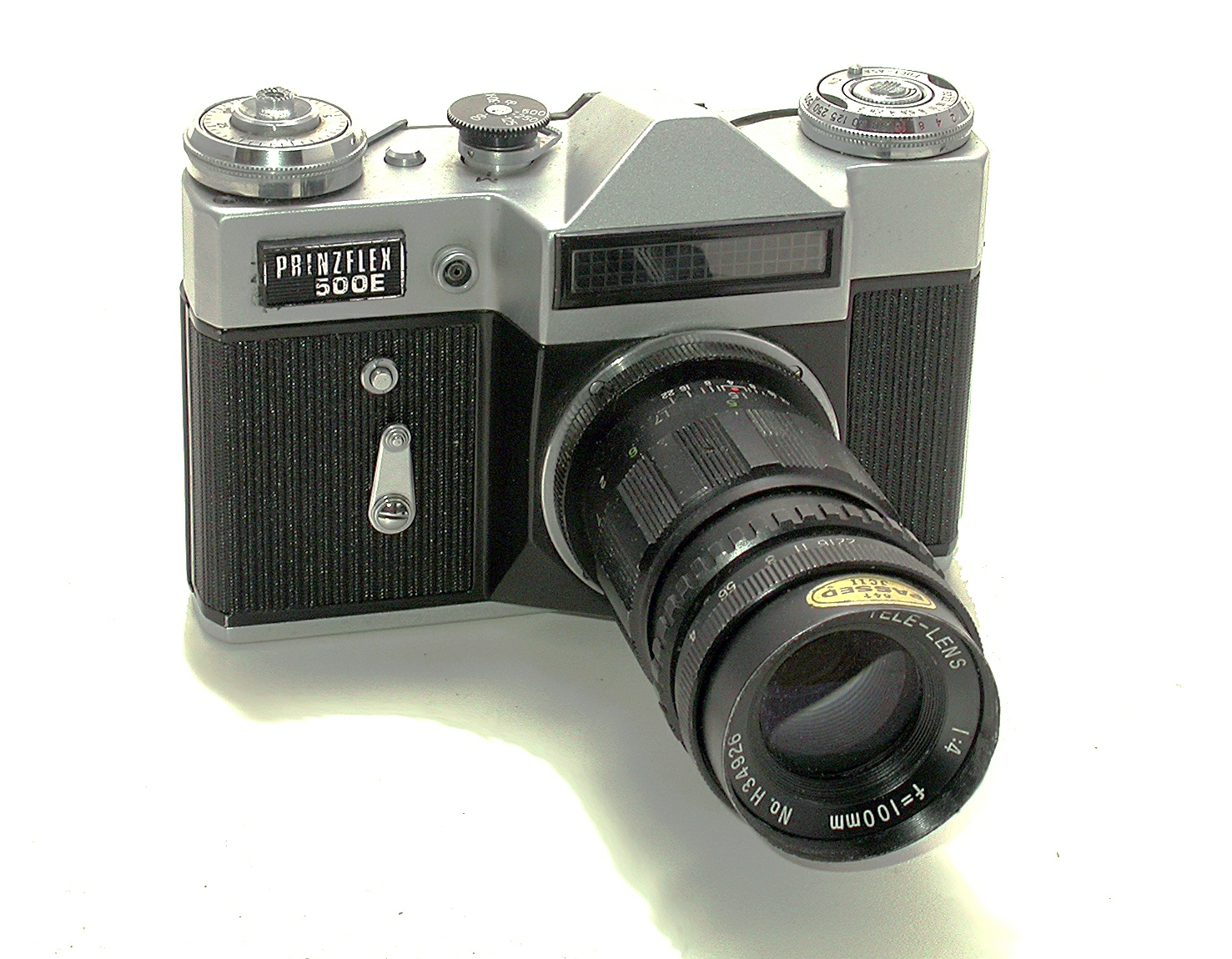
Фотоаппарат Prinzflex-500E

«Зенит-Е» продавался за пределами СССР компанией «Машприборинторг» как под оригинальным наименованием (в латинском написании — Zenit-E), так и под марками Revueflex-E (Германия), Phokina, Photokina-XE (Франция), Kalimar-SR200, Kalimar-SR300, Prinzflex-500E, Spiraflex, Cambron-SE (США), Meprozenit-E (Япония), Diramic-RF100 (Канада).
В каталоге Neckermann Herbst/Winter 1981/82 (ФРГ) цена фотоаппарата «Зенит-Е» с объективом «Гелиос-44-2» составляла 199 марок ФРГ. «Зенит-Е», благодаря чрезвычайно низкой цене для зеркального фотоаппарата, продавался в некоторых странах в больших количествах. Особенно успешными были продажи в Великобритании, где фотоаппаратура иностранного производства облагалась высокой таможенной пошлиной, а продукция КМЗ проходила серьёзную предпродажную подготовку в местной компании TOE (англ. Technical and Optical Equipment). Для профессиональной фотографии камера была непригодна, но оказалась востребована фотолюбителями, многие из которых до сих пор с теплом вспоминают «Зенит-Е». Немаловажным фактором стала совместимость с огромным парком недорогой сменной оптики распространённого резьбового стандарта М42. В результате, фотоаппарат стал за пределами СССР одним из самых известных советских изделий и до сих пор часто встречается на иностранных барахолках.